# 8684 Reichwein
8684 Reichwein este un asteroid din centura principală de asteroizi.

## Descriere
8684 Reichwein este un asteroid din centura principală de asteroizi. A fost descoperit pe 30 martie 1992 la Tautenburg de Freimut Börngen. El prezintă o orbită caracterizată de o semiaxă mare de 2,17 ua, o excentricitate de 0,04 și o înclinație de 1,2° în raport cu ecliptica.